# Monticello, Quận Lafayette, Wisconsin
Monticello là một thị trấn thuộc quận Lafayette, tiểu bang Wisconsin, Hoa Kỳ. Năm 2010, dân số của thị trấn này là 128 người.